# HD 134606
HD 134606 — звезда в созвездии Райской Птицы. Находится на расстоянии около 86 световых лет от Солнца. Вокруг звезды обращаются, как минимум, три планеты.

## Характеристики
HD 134606 — звезда 6,85 видимой звёздной величины; она не видна невооружённым глазом, но зато её можно наблюдать с помощью бинокля. Впервые упоминается в каталоге Генри Дрейпера, составленном в начале XX века. Звезда представляет собой жёлтый субгигант, по массе сравнимый с нашим Солнцем. Температура поверхности звезды составляет около 5502 кельвинов.

## Планетная система
В 2011 году группой астрономов, работающих со спектрографом HARPS, было объявленооб открытии трёх планет в системе. Минимальная масса планеты HD 134606 b составляет 2% массы Юпитера. Она имеет слабо вытянутую эллиптическую орбиту, расположенную на расстоянии 0,102 а.е. от родительской звезды. Планета HD 134606 c имеет массу 0,038 массы Юпитера и обращается на расстоянии 0,29 а.е. от звезды. Примечательно, что именно её включили в программу поиска экзолун с помощью космического телескопа Cheops.
Планета HD 134606 d имеет массу, равную 0,12 массы Юпитера. Её орбита лежит дальше, на расстоянии 1,15 а.е. от звезды. Год на ней длится 459 с лишним суток. Открытие планет было совершено методом доплеровской спектроскопии. Ниже представлена сводная таблица их физических характеристик.